# Wu Shan-Chen
Wu Shan-Chen es una deportista taiwanesa que compitió en taekwondo. Ganó dos medallas de bronce en el Campeonato Mundial de Taekwondo en los años 1991 y 1995, y una medalla de oro en el Campeonato Asiático de Taekwondo de 1990.

## Palmarés internacional
| Representando a China Taipéi |                     |                   |           |
| Campeonato Mundial           |                     |                   |           |
| Año                          | Lugar               | Medalla           | Categoría |
| 1991                         | Atenas ( Grecia)    | Medalla de bronce | –43 kg    |
| 1995                         | Manila ( Filipinas) | Medalla de bronce | –51 kg    |
| Campeonato Asiático          |                     |                   |           |
| Año                          | Lugar               | Medalla           | Categoría |
| 1990                         | Taipéi ( Taiwán)    | Medalla de oro    | –43 kg    |